# دانیل شینیگ
دانیل شینیگ (انگلیسی: Daniel Scheinig؛ زادهٔ ۱۳ ژانویهٔ ۱۹۸۸) بازیکن فوتبال اهل آلمان است.